# 李時亨
李時亨（1626年1月21日—？年），字次公，直隸真定府冀州棗強縣人，順治十六年（1659年）己亥科進士。

## 生平
順治八年（1651年）辛卯科順天鄉試一百三十二名。會試二百八十四名。順治十六年（1659年）中式己亥科進士。順治十八年（1661年），任四川省鄰水縣知縣，上任時，兵亂剛平定，其召集人民，修葺城垣，實行多種修養生息的政策，使人民安居樂業。